# Sông Litani

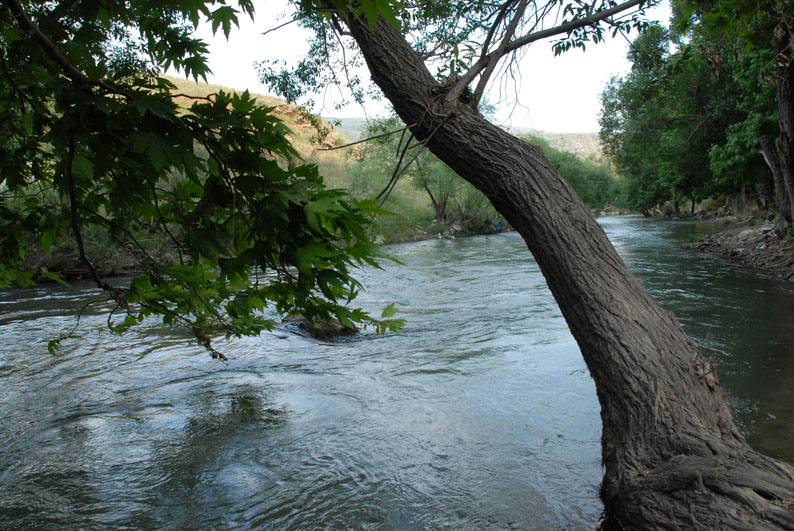
Sông Litani

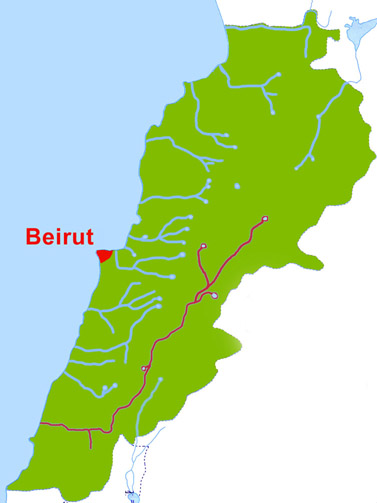
Sông Litani trên bản đồ nước Liban

Sông Litani (tiếng Ả Rập: نهر الليطاني, Nahr al-Līṭānī), thời cổ đại gọi là Leontes (tiếng Hy Lạp cổ: Λέοντες, Léontes, lit. "Sư tử") là một nguồn nước quan trọng ở miền nam nước Liban. Dòng sông bắt nguồn từ thung lũng Beqaa màu mỡ ở phía tây Baalbek và chảy ra biển Địa Trung Hải phía bắc Týros. Với chiều dài 170 km,  sông Litani là con sông dài nhất ở Liban, có lưu lượng nước trung bình hàng năm ước tính là 475 triệu m³. Dòng sông Litani hoàn toàn bắt nguồn và chảy hoàn toàn trong phạm vi lãnh thổ Liban. Nó là nguồn chính cung cấp nước, thủy lợi và thủy điện trên cả miền Nam Liban và cả đất nước.

## Tên gọi và Lịch sử
Sông Litani được đặt theo tên vị thần Lotan của Canaan, là một con rắn biển bảy đầu và là tôi tớ của thần biển Yam. Con sông uốn lượn và cuộn như con rắn khi chảy qua Thung lũng Beqaa, được cho là sự nhân cách hóa vị thần.
Các nhà sử học trước đây đã tuyên bố rằng vị trí của Kinh thánh Misrephoth Maim, nơi Joshua đuổi theo nhiều bộ tộc sau khi họ bị đánh bại tại vùng nước Merom, là cửa sông của sông Litani, nhưng không chắc là tên Litani có trước câu chuyện trong Kinh thánh.
Litani là một biên giới tự nhiên ngăn chặn quân Seleucid xâm lược lãnh thổ Levant của vương quốc Ptolemaic ở Levant.
Trong Chiến tranh Liban 2006, quân Israel đã đánh sập các kênh thủy lợi cung cấp nước sông Litani cho hơn 10.000 mẫu đất nông nghiệp và 23 ngôi làng ở miền nam Liban và Thung lũng Bekaa, khiến cho Liban cáo buộc Israel đang sử dụng cuộc chiến chống Hezbollah để đưa ra yêu sách chủ quyền đối với các khu vực quan trọng của Liban.

## Mô tả

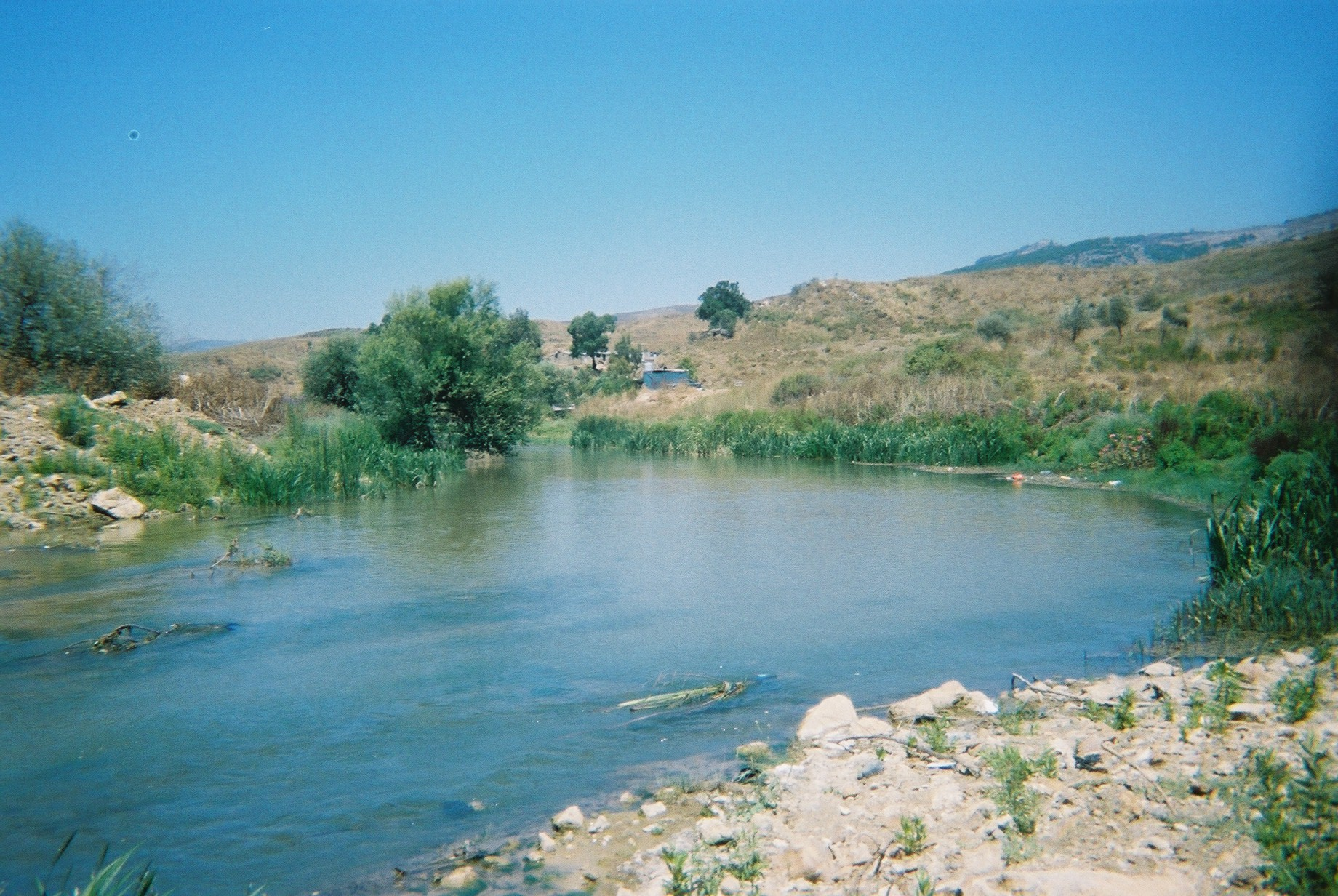
Phần phía nam của sông Litani

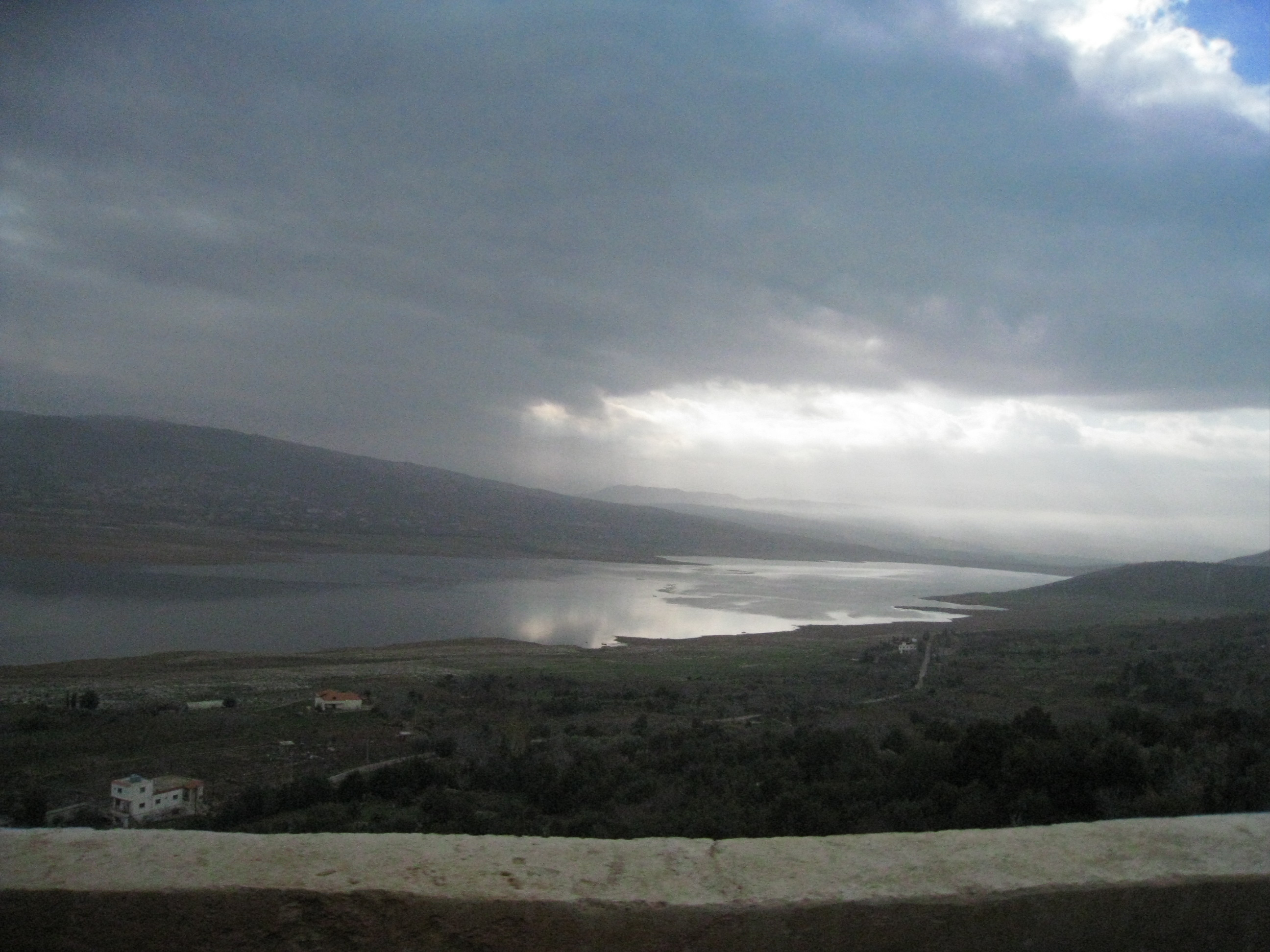
Đập sông Litani

Sau khi chảy về phía nam song song với biên giới Syria, dòng sông uốn cong về phía tây. Gần khúc quanh này, sông Litani chảy cách sông Hasbani gần năm km.
Khúc sông chảy về phía tây được gọi là Qasimiyeh. Vùng Qasmieh-Ras-el-Aïn được tưới từ nguồn nước hạ lưu sông, từ phía nam đến phía bắc là một trong những khu vực được tưới lớn nhất trong cả nước, bao gồm 32,64 km², được phân chia cho 1.257 nông dân tưới tiêu, tập trung trồng cây có múi và chuối. Đối với toàn bộ đoạn Qasimiyeh khi chảy ra biển Địa Trung Hải, sông Litani vẫn gần như song song với (khoảng 29 km (18 dặm) về phía bắc) biên giới Israel-Liban. Cách 10 km về phía bắc của Týros, dòng sông có cầu Leontes từ thời cổ đại bắt qua. Vào tháng 6 năm 1941, cửa sông là nơi xảy ra chiến sự giữa liên quân Anh - Úc và lực lượng Pháp Vichy được gọi là Trận chiến sông Litani.

## Đập Litani
Hồ Qaraoun là một hồ nhân tạo rộng 12 km² ở độ cao 800 mét so với mực nước biển, được tạo ra bởi đập sông Litani, cao 60 mét và dài 1.350 mét, được hoàn thành vào năm 1959. Một đập tràn 6503 mét mang nước đến bến ngầm, ở đó máy phát điện tạo ra tối đa 185 megawatt điện, là dự án thủy điện lớn nhất ở Liban. Con đập cuối cùng được dự định sẽ cung cấp nước tưới cho 310 km² đất nông nghiệp ở Nam Liban và 80 km² trong Thung lũng Beqaa. Cơ quan quản lý nằm ở cuối phía nam (đập) bờ bên trái của hồ. Bờ hồ có một khách sạn và một số nhà hàng chuyên về cá hồi tươi.

## Cơ quan quản lý
Cơ quan quản lý sông Litani được thành lập vào năm 1954 để tạo điều kiện cho sự phát triển tổng thể lưu vực sông Litani. Ngay sau khi thành lập, cơ quan đã khởi động một dự án phát triển quy mô lớn khai thác tiềm năng kinh tế của dòng chảy từ hồ Qaraoun đến Địa Trung Hải. Kế hoạch phát triển này đã mang lại những thay đổi lớn về thủy văn lưu vực sông Litani, nơi dòng chảy từ thượng nguồn của nó trên Hồ Qaraoun, được gọi là Lưu vực Thượng Litani, chuyển nước qua một hệ thống đường hầm, hồ chứa và nhà máy, rồi chảy về phía bắc vào dòng chảy tự nhiên ban đầu của nó ra Địa Trung Hải. Những thay đổi này đã dẫn đến sự phân tách thủy văn hiệu quả giữa Lưu vực Thượng Litani và các khu vực thấp hơn. Sự bùng nổ của một cuộc xung đột dân sự kéo dài vào những năm 1970 và sau đó là sự chiếm đóng kéo dài từ những năm 1980 đến những năm 1990, đã khiến đất nước rơi vào tình trạng hỗn loạn, trì trệ phát triển và làm đóng băng các đầu tư cơ sở hạ tầng. Tình hình ổn định trở lại sau đó đã khuyến khích cơ quan quản lý sông bắt đầu một số dự án chuyển nước lớn từ lưu vực Thượng Litani trị giá hàng trăm triệu đô la Mỹ.